# Rémi Boubal
Rémi Boubal est un compositeur de musique de films français résident aux Studios Ferber à Paris.

## Filmographie

### Cinéma

#### Longs métrages
2013 : Les révoltés, de Simon Leclere
2014 : Les gorilles de Tristan Aurouet (musiques additionnelles)
2015 : Les enfants de Troumaron (es) d'Harrikrisna Anenden
2016 : Un sari sans fin d’Harrikrisna Anenden
2017 : Femmes du chaos vénézuélien, de Margarita Cadenas
2018 : The_Comeback_-_A_Tale_Of_Irrelevance (es) de Sharvan Anenden
2018 : Fleuve Noir d’Erik Zonca
2019 : Nuestras Madres,, de César Díaz (Caméra d’Or, Festival de Cannes 2019)
2021 : Être prof (Teach me if you can), d’Emilie Thérond
2021 : Bigger than us de Flore Vasseur
2022 : Plan 75,, de Chie Hayakawa (Mention spéciale Caméra d’Or, Festival de Cannes 2022)
2023 : La nouvelle femme de Léa Todorov (musiques additionnelles)
2023 : Le mot je t’aime n’existe pas de Raphaele Bénisty
2024 : Ghosts of the Sea de Virginia Tangvald
2024 : Selon Joy de Camille Lugan
2024 : Mexico 86 de César Diaz
2025 : Renoir de Chie Hayakawa

#### Courts métrages
2012 : Nieuwpoort en juin de Geoffrey Couanon
2014 : Une chambre bleue de Tomasz Siwiński
2016 : Pas de rêve pas de baise de Sabrina Amara
2017 : Melon Grab d’Andrew Lee
2018 : La Persistente de Camille Lugan
2022 : Creuse de Guillaume Scaillet

### Télévision
2012 : Platane saison 1 d’Eric Judor - co-compositeur
2013 : Les lascars la série saison 1 de Barthelemy Grossmann – co-compositeur
2014 : Platane saison 2 d’Eric Judor - co-compositeur
2014 : Les lascars la série saison 2 de Barthelemy Grossmann – co-compositeur
2015 : Les émeutes 10 ans après de Raphaele Bénisty
2017 : Meeting Snowden de Flore Vasseur
2019 : Platane saison 3 d’Eric Judor - co-compositeur
2019 : Les grands mythes saison 2 L’Illiade – co-compositeur
2021 : Les grands mythes saison 3 L’Odyssée – co-compositeur

### Musées
2017 : Carrières de Lumière Les-Baux-de-Provence - Mapping vidéo « Méliès le cinémagicien »
2012 : Cité du vin Bordeaux
2023 : Cité internationale de la langue française Château de Villers-Cotterêts